# Chionaema owadai
Chionaema owadai är en fjärilsart som beskrevs av Kishida 1991. Chionaema owadai ingår i släktet Chionaema och familjen björnspinnare. Inga underarter finns listade i Catalogue of Life.